# Non Access Stratum
NAS(Non Access Stratum)는 UMTS 프로토콜 스택에서 UE와 코어 네트워크간의 시그널링, 트래픽 메시지를 주고 받기 위한 기능적인 계층이다. NAS 영역의 하부에는 Mobile Management영역이, 상부에는 Communication Management영역이 있다. 회선영역과 패킷 영역으로도 구분할 수 있다

## 같이 보기
- 이동성 관리
- GSM
- 통신 프로토콜
- 인터넷 프로토콜 스위트